# Valerios Leonidis
Valerios Leonidis (griechisch Βαλέριος Λεωνίδης; * 14. Februar 1966 in Jessentuki, Sowjetunion) ist ein ehemaliger griechischer Gewichtheber.

## Biografie
Valerios Leonidis stammt aus einer pontosgriechischen Familie. Von 1982 bis 1990 gehörte er dem sowjetischen Verband an und wurde dort 1986 und 1991 Sowjetischer Meister. Mit dem Wechsel ins griechische Team kamen die meisten Erfolge. In den Jahren 1994 und 1995 konnte Leonidis sowohl Silber bei den Europa- als auch bei den Weltmeisterschaften gewinnen. Bei den Olympischen Spielen 1996 in Atlanta bot sich Leonidis im Federgewicht mit den Türken Naim Süleymanoğlu ein spannendes Duell um den Olympiasieg. Zwar stellte der Grieche mit 187,5 kg im Stoßen einen neun Weltrekord auf, unterlag jedoch Süleymanoğlu und gewann somit die Silbermedaille. Einige Monate später gewann er bei den Europameisterschaften in Stavanger die Goldmedaille.